# Joaquim Carbó
Joaquim Carbó i Masllorens (Caldas de Malavella, 24 de agosto de 1932) es un escritor de Cataluña, España, que desarrolla su obra en catalán.
Se le conoce tanto por su obra para niños y jóvenes como por la destinada a los adultos (es autor de un centenar de títulos). Ha trabajado en varios colectivos y proyectos emblemáticos de la cultura catalana. Por ejemplo, pertenece a los pioneros de la revista Cavall Fort, de la que fue uno de los cofundadores; formó parte del grupo Ofèlia Dracs y fue uno de los primeros dirigentes de la Asociación de Escritores en Lengua Catalana. Es un escritor preocupado por la pedagogía, la literatura y la lectura. Se ha involucrado activamente en iniciativas de fomento de la lectura entre niños y jóvenes.

## Biografía
Aunque los padres de Joaquim Carbó (Maria Masllorens Aradas y Francesc Carbó Ferrer) vivían habitualmente en Barcelona, él nació en Caldas de Malavella, pueblo natal de su madre, debido a la mala relación existente entre ésta y sus suegros.
Cuando estalló la Guerra Civil su padre fue llamado a filas y el pequeño Carbó fue enviado a Caldas de Malavella, donde permaneció durante casi todo el conflicto. Su madre, en cambio, se quedó en Barcelona por miedo a perder la vivienda y solo venía al pueblo de vez en cuando.
Fue en este pequeño pueblo donde Carbó empezó a asistir a la escuela, aunque no con regularidad. Una vez terminado el conflicto, ya de vuelta en Barcelona, a finales de 1939 empezó a asistir al Colegio Academia Cataluña, donde estudió dos cursos, y a la Institución Escolar Lepanto. Después, estudió en la Escuela de Altos Estudios Mercantiles, los dos primeros cursos como alumno libre y, a partir del tercero, entre 1946 y 1948, como alumno oficial. Dos años después de hacer el servicio militar en Figueras, Carbó se casó con Rosa Jordi. Fruto de este matrimonio nació, en 1958, un hijo, Maurici Carbó.
Carbó trabajó en una entidad bancaria (La Caixa, actualmente CaixaBank), sobre todo en la sección de personal, desde 1949 hasta su jubilación en 2002. Este trabajo lo compaginó con la creación literaria, principalmente destinada al público infantil y juvenil. Carbó inició su carrera literaria en 1958, participando en un certamen literario que la Obra Cultural de La Caixa organizaba entre sus empleados: el cuento "La cançó" ("La canción") en el apartado de prosa libre y "L'últim emperador" ("El último emperador") en el apartado con el tema obligatorio sobre la importancia y trascendencia económicosocial del reinado de Carlos I. Los dos trabajos presentados ganaron el primer premio de los respectivos apartados.
En 1961, Carbó fue uno de los cofundadores de la revista infantil y juvenil Cavall Fort. En su primer número, publicó sin firmar el cuento "El maquinista de Cotentin" y los cuentos que aparecieron publicados en los dos números siguientes los firmó con el nombre de Llorenç Mas. Esta decisión para ocultar la autoría de los cuentos se debió a un malentendido con un directivo de La Caixa después de la publicación del cuento "L'examen d'ingrés" ("El examen de ingreso"). Carbó solo ha vuelto a usar pseudónimo en sus colaboraciones con Ofèlia Dracs y cuando así se lo ha exigido el premio al cual se ha presentado.
Carbó se inició con el libro infantil y juvenil con "La casa sota la sorra", en 1966.
Durante seis años fue tesorero de la Asociación de Escritores en Lengua Catalana (AELC). Actualmente es socio de honor.

## Obras

### Narrativa
- L'escapada (Barcelona: Alfaguara, 1967)
- Els orangutans (Barcelona: Nova Terra, 1967)
- El carreró contra Còssima (Barcelona: Cadí, 1969)
- Amb una precisió fantàstica (Barcelona: Moll, 1969)
- El setè filtre (Barcelona: Galba, 1980)
- S'ha acabat el bròquil! (Valencia: Eliseu Climent, 1987)
- L'altre barri (Barcelona: Columna, 1991)
- El noi de la mare (Barcelona: La Campana, 1992)
- Retrat amb negra (Catarroja: Perifèric, 2005)
- Jocs d'infants: un pròleg i cent jocs (Cànoves: Proteus, 2011)
- Viure amb els ulls[5] (Catarroja: Perifèric, 2011)
- Pantalons curts[6][7] (Barcelona: Ara Llibres, 2013)
- Epistolari Jordi Arbonès & Joaquim Carbó (a cargo de Montserrat Bacardí) (Lleida: Punctum, 2014)
- Va com va[8] (Barcelona: Males Herbes, 2015)
- Testament (Barcelona: Males Herbes, 2019)

|}

### Narrativa breve
- La sortida i l'entrada (Barcelona: Albertí, 1962)
- Les arrels (Palma: Moll, 1963)
- Solucions provisionals (Barcelona: Selecta, 1965)
- Un altre Tròpic (Barcelona: Arimany, 1965)
- Bonsais de paper (Barcelona: Cafè Central, 1990)
- El jardí de Lil·liput (Lleida: Pagès, 1994)
- Elogi de la formiga (Barcelona: Columna, 1996)
- L'Ofèlia i jo (Lleida: Pagès, 2004)
- Un disset de maig (Barcelona: CIM, 2005)
- Cadàvers ben triats (Lleida: Pagès, 2010)

### Narrativa infantil y juvenil
- La casa sota la sorra: aventures de Pere Vidal (Barcelona: Estela, 1966)
- La casa sota la sorra: aventures de Pere Vidal [cómic] (Barcelona: Llibres Anxaneta, 1968)
- La colla dels deu (Barcelona: La Galera, 1969)
- I tu, què hi fas aquí? (Barcelona: La Galera, 1970)
- El zoo a casa (Barcelona: Grup Promotor, 1975)
- L'home de Munic (Barcelona: La Galera, 1977)
- Els gossos salvatges (Barcelona: Edicions 62, 1977)
- L'home dels nassos: el curs de l'any a través de dites, poemes i cançons (Barcelona: La Galera, 1977)
- L'arbre de les fonts (Barcelona: Barcanova, 1977)
- En Felip Marlot: aventures de Felip Marlot (Barcelona: Publicacions de l'Abadia de Montserrat, 1979)
- Calidoscopi de l'aigua i del sol (Barcelona: Grup Promotor, 1979)
- El país d'en Fullaraca: aventures de Pere Vidal (Barcelona: Laia, 1979)
- El llop i el caçador (Barcelona: La Galera, 1979)
- La màgia del temps (Barcelona: Publicacions de l'Abadia de Montserrat, 1980)
- Els bruixots de Kibor: aventures de Pere Vidal (Barcelona: Laia, 1981)
- L'ocell meravellós (Barcelona: Publicacions de l'Abadia de Montserrat, 1981)
- La casa sobre el gel: aventures de Pere Vidal ((Barcelona: Laia, 1982)
- La Laieta i el jardí mòbil (Barcelona: La Galera, 1982)
- El país d'en Fullaraca: aventures de Pere Vidal [cómic] (Barcelona: Unicorn, 1983)
- Els bruixots de Kibor: aventures de Pere Vidal [cómic] (Barcelona: Unicorn, 1983)
- La bruixa Nicotina (Barcelona: Generalidad de Cataluña, 1983)
- Un altre Felip Marlot si us plau!: aventures de Felip Marlot (Barcelona: Publicacions de l'Abadia de Montserrat, 1983)
- Operació Borinot (Barcelona: La Magrana, 1983)
- Un xicot de sort: contes (Barcelona: Cruïlla, 1983)
- Els rampells d'en Ton (Barcelona: Generalidad de Cataluña, 1984)
- La casa sobre el gel: aventures de Pere Vidal [cómic] (Barcelona: Unicorn, 1984)
- La casa sota la lona: aventures de Pere Vidal [cómic] (Barcelona: Unicorn, 1984)
- El dia que en Cecili es va perdre (Barcelona: Cruïlla, 1985)
- La Roser Veraç i altres contes (Barcelona: Cruïlla, 1985)
- En Miquel sobre l'asfalt (Barcelona: La Galera, 1986)
- La casa sota el mar: aventures de Pere Vidal [cómic] (Barcelona: Casals, 1986)
- Les dues cares de l'atur (Barcelona: L'Atzar, 1986)
- L'orella del poble (Barcelona: Publicacions de l'Abadia de Montserrat, 1987)
- Corre, Isabel, corre! (Barcelona: La Galera, 1989)
- El solar de les rates (Barcelona: Pirene, 1989)
- El vol del colom (Barcelona: Columna, 1989)
- La calaixera dels contes (Barcelona: Casals, 1989)
- La casa sota el mar: aventures de Pere Vidal (Barcelona: Laia, 1989)
- La ciclista Caterina (Barcelona: Cruïlla, 1990)
- Felip Marlot detectiu: aventures de Felip Marlot [cómic] (Barcelona: Columna, 1991)
- Interfase amb mosca (Barcelona: Barcanova, 1991)
- L'honor de Fazel Madani (Barcelona: Columna, 1991)
- El rock d'en Felip Marlot: aventures de Felip Marlot (Barcelona: Publicacions de l'Abadia de Montserrat, 1992)
- El país de les cabres (Barcelona: Cruïlla, 1992)
- Dues cares té el jardí (Barcelona: Edelvives, 1992)
- La casa sota la lona: aventures de Pere Vidal (Barcelona: Columna, 1992)
- La Serafina té gana (Barcelona: Columna, 1993)
- Amors a primera vista (Barcelona: Columna, 1993)
- Els dos mons d'en Sergi (Barcelona: Columna, 1994)
- El geni d'Aladí Garcia (Barcelona: La Galera, 1994)
- La mar salada (Barcelona: La Galera, 1994)
- La Dèlia i els ocells (Barcelona: Cruïlla, 1995)
- El mico xerraire (Barcelona: Baula, 1995)
- Més clar l'aigua! (Barcelona: La Galera, 1995)
- Un lloro de pel·lícula (Valencia: Tàndem, 1996)
- La casa sota les estrelles: aventures de Pere Vidal (Barcelona: Columna, 1996)
- El cant de l'esparver (Barcelona: Cruïlla, 1997)
- El rei de la muntanya (Barcelona: Casals, 1997)
- La casa sota les estrelles: aventures de Pere Vidal [cómic] (Barcelona: Casals, 1997)
- Bon dia, Tina! (Barcelona: Edebé, 1998)
- L'home que es va aturar davant de casa (Barcelona: La Galera, 1998)
- La casa sobre les mines: aventures de Pere Vidal (Barcelona: Columna, 1998)
- L'escarabat de l'avi Quim (Barcelona: Fundació La Caixa, 1998)
- La veïna d'en Miquelet (Barcelona: Fundació La Caixa, 1998)
- L'últim joc de mans (Barcelona: Fundació La Caixa, 1998)
- El noi que va fer anar el ranxo endavant (Barcelona: La Galera, 1999)
- Nens del meu carrer (Barcelona: La Galera, 1999)
- Juma i el diamant (Barcelona: Cruïlla, 2000)
- En Nasi perd la por (Barcelona: Casals, 2000)
- La gorra (Barcelona: La Galera, 2001)
- La dona medicina (Barcelona: La Galera, 2001)
- L'àvia Teresa i el sol (Barcelona: La Galera, 2002)
- El lladre d'idees (Barcelona: Casals, 2002)
- Hi ha rodes i rodes! (Barcelona: Mediterrània, 2002)
- El gos del metro (Barcelona: Cruïlla, 2003)
- La casa sobre les mines: aventures de Pere Vidal [cómic] (Barcelona: Casals, 2003)
- El sarcòfag (Girona: Museu d'Art de Girona, 2004)
- En Plora Miques i els animals (Barcelona: La Galera, 2004)
- Felip Marlot i les joies: aventures de Felip Marlot (Barcelona: Barcanova, 2004)
- El fantasma del Liceu (Barcelona: Cruïlla, 2005)
- El noi que canviava d'ofici com de camisa (Barcelona: Planeta & Oxford, 2005)
- Els lleons de Morvià (Caldes d'Estrac: Edicions del Pirata, 2005)
- El gos entremaliat (Barcelona: Cruïlla, 2005)
- En Robi i els pardals (Bellaterra: Lynx, 2006)
- La suor del gegant (Caldes d'Estrac: Edicions del Pirata, 2006)
- Un joc molt bèstia ; Àngela (con Gabriel Janer Manila) (Saifores: Fundació Àngels Garriga de Mata, 2006)
- L'última casa: aventures de Pere Vidal (Barcelona: Columna, 2008)
- El gos de la masia (Barcelona: Cruïlla, 2008)
- Contes del dret i del revés (contes d'abans i contes d'ara) (Barcelona:Edicions del Pirata, 2010)
- Sant Jordi mata l'aranya (Barcelona: Baula, 2010)
- Rates amb ales (Barcelona: Baula, 2011)
- Un dia de la vida d'en Felip Marlot: aventures de Felip Marlot (Barcelona: Barcanova, 2011)
- La fàbrica de contes (Barcelona: Baula, 2012)
- Concert de nit (Barcelona: Baula, 2013)
- Les vacances d'en Felip Marlot: aventures de Felip Marlot (Barcelona: Barcanova, 2013)
- En Miquelet i les formigues (Barcelona: Baula, 2014)
- Paraules de menjar i veure (Barcelona: Barcanova, 2014)
- Ha passat el circ (Barcelona: Baula, 2015)
- La selva d'en Miquelet (Barcelona: Baula, 2015)
- En Miquelet i els cucuts (Barcelona: Baula, 2016)
- En Miquelet i els estels (Barcelona: Baula, 2016)
- En Felip Marlot i les clavegueres: aventures de Felip Marlot (Barcelona: Barcanova, 2016)
- Un llop com cal (Lleida: Pagès, 2017)
- En Miquelet a la ciutat (Barcelona: Baula, 2017)
- En Miquelet i els gatets (Barcelona: Baula, 2018)
- Quin joc més bèstia! (Barcelona: Comanegra, 2019)

### Otros
- Les armes de Bagatel·la (Barcelona: La Galera, 1974)
- El jardí de Flaire-Nas (Barcelona: La Galera, 1975)
- El teatre de Cavall Fort (Barcelona: Institut del Teatre, 1975)
- Homes i camins [coordinador] (Barcelona: La Galera, 1977)
- Som qui som: els Països Catalans i la seva gent (Barcelona: La Galeram 1980)
- La caritat explicada als joves (Barcelona: Columna, 2004)

### Ofèlia Dracs
- Deu pometes té el pomer (Barcelona: Tusquets, 1980)
- Lovecraft, Lovecraft! (Barcelona: Edicions 62, 1981)
- Negra i consentida (Barcelona: Laia, 1983)
- Essa Efa (Barcelona: Laia, 1985)
- Bocato di cardinale (Valencia: Edicions Tres i Quatre, 1985)
- Misteri de reina (Valencia: Edicions Tres i Quatre, 1994)

### Adaptaciones
- L'anell dels nibelungs, de Richard Wagner (Barcelona: Proa, 1988)
- Un barret de palla d'Itàlia, d'Eugène Labiche (Barcelona: La Galera, 1993)
- Moby Dick, de Herman Melville (Barcelona: Proa, 1993)

### Traducciones
- Víctimes en fals, de Sébastien Japrisot (Barcelona: Edicions 62, 1963)
- Darrere la pista de Mowgli, de Jean-Michel Charlier (Barcelona: Llibres Anxaneta, 1964)
- El misteri de la casa solitària, de Jean-Michel Charlier (Barcelona: Llibres Anxaneta, 1964)
- La muntanya prohibida, de Jean-Michel Charlier (Barcelona: Llibres Anxaneta, 1965)
- Una ampolla dintre el mar, de Jean-Michel Charlier (Barcelona: Llibres Anxaneta, 1965)
- Els llops escarlates, de Jean-Michel Charlier (Barcelona: Llibres Anxaneta, 1966)
- Enigma sota l'aigua, de Jean-Michel Charlier (Barcelona: Llibres Anxaneta, 1966)
- Perill a la Camarga, de Jean-Michel Charlier (Barcelona: Llibres Anxaneta, 1968)
- Bon dia, estimada Balena, d'Achim Bröger (Barcelona: Joventut, 1978)
- En Baldiri i el barret màgic, d'Annegert Fuchshuber (Barcelona: Joventut, 1978)
- A reveure, estimada Balena, d'Achim Bröger (Barcelona: Joventut, 1987)
- El traïdor de Royalmont, de Jean-Michel Charlier (Barcelona: Complot, 1987)
- Hola, petita Balena, d'Achim Bröger (Barcelona: Joventut, 1997)
- Laura i el cor de les coses, de Lorenzo Silva (Barcelona: Destino, 2002)

|}

## Premios
- 1964 Mercè Rodoreda de cuentos y narraciones por Solucions provisionals
- 1965 Joan Santamaria de narrativa por Un altre tròpic
- 1969 Premio Josep Maria Folch i Torres por I tu, què hi fas aquí?
- 1980 Premio de la Crítica Serra d'Or de literatura infantil y juvenil por Calidoscopi de l'aigua i el sol
- 1981 Joaquim Ruyra de narrativa juvenil por La casa sobre el gel
- 1982 Premio de Literatura Catalana de la Generalidad de Cataluña por L'ocell meravellós
- 1992 Premio de la Crítica Serra d'Or de literatura infantil y juvenil por Interfase amb mosca
- 2002 Memorial Jaume Fuster al conjunto de su obra.
- 2011. Premi Trajectòria al conjunto de su obra.[9]